# Moral Thinking
Moral Thinking (sv. Moraliskt tänkande) är R.M. Hares tredje moralfilosofiska verk. Den utkom på engelska 1981 och på svenska 1994. I boken utvecklar Hare sin universella preskriptivism. Boken består av tre delar: Nivåer, Metod och Syfte.

## Del I: Nivåer
Kapitel: Inledning, Moraliska konflikter, Ärkeängeln och proleten och Deskriptivismen och misstagsteorin.
I inledningen till boken för Hare fram sin tes om att studiet av moralordens logiska egenskaper kan föra en långt i sökandet efter en moralisk sanning. Han avvisar och kritiserar moralfilosofer som faller tillbaka på moraliska intuitioner, något som han anser vara godtyckligt. Han för även fram sin distinktion mellan den intuitiva och den kritiska nivån för moraliskt tänkande. Dessa likställs med regel- och handlingsutilitarism.

## Del II: Metod
Kapitel: En annans sorg, Universalisering, Interpersonella jämförelser, Lojalitet och onda önskemål och Rättigheter och rättvisa.
I del två av boken drar Hare upp riktlinjerna för sin metod och tillämpar den på några områden som traditionellt har vållat mycket problem inom moralfilosofin.

## Del III: Syfte
Kapitel: Fanatism och amoralism, Egenintresse, moral och överkvalificerat handlande och Objektivitet och rationalitet.
I del tre diskuterar Hare frågor som varför någon skulle vilja använda metoden, vilket syfte den tjänar. Han gör detta genom att diskutera moralens förhållande till egenintresset och genom att analysera fenomen som fanatism och amoralism. Hare avslutar boken med ett kapitel om objektivitet och rationalitet. Under årens lopp har Hare ofta beskyllts för att vara subjektivist, ofta med en negativ klang. I det avslutande kapitlet analyserar han begreppet "objektivitet" och kommer fram till att han själv är objektivist, snarare än subjektivist eller relativist.